# Dálnice A27 (Německo)
Dálnice A27, německy Bundesautobahn 27 (zkratka BAB 27), zkráceně Autobahn 27 (zkratka A27), je dálnice na severozápadě Německa. Zde se odděluje od dálnice A7 a pokračuje směrem na východ ke Cuxhavenu. Dálnice prochází kolem Brém, kde se kříží s dálnicí A1.
Kolem trasy dálnice se nachází několik velkých přístavů (včetně přístavu v Bremerhavenu). To má za následek vysokou intenzitu nákladních automobilů jezdící po A27.
V nejsevernější části trasy mezi Brémami a Cuxhavenem dálnice nahradila z větší části spolkovou silnici 6 (B6).